# 梁平老
梁 平老（りょう へいろう、? - 372年）は、五胡十六国時代前秦の人物。略陽郡出身の氐族。

## 生涯
才知・見識を有して明敏であり、法に厳格な人物であった。かねてより東海王苻堅と親交があり、苻堅は梁平老に王佐の才があると考え、礼を尽くして寵遇していたという。
355年、苻生が即位すると、特進・領御史中丞に任じられた。
苻生は暴虐な人物であり、酔った勢いで殺戮する事も多く、群臣は1日生き永らえる事をまるで10年に値すると考える程であった。これを見かねた梁平老は、苻堅へ「主上は徳を失っており、上も下も囂々としております。人々は異志を抱き、燕・晋が二方から隙に乗じようとしております。禍が起これば、国も家も共に滅びることになるのではないかと恐れております。この事は殿下の家に他ならず、どうか速やかにご決断なさりますよう」と勧めた。苻堅はこれに内心同意し、苻生の殺害を決断した。
6月、苻生暗殺計画が実行に移されると、梁平老は清河王苻法・強汪らと共に壮士数百を率いて雲龍門から突入した。これに苻堅と呂婆楼が麾下の兵数百を率いて後続し、別室において苻生を殺害した。苻堅が即位すると、尚書右僕射に任じられた。
359年、使持節・都督北藩諸軍事・鎮北大将軍に昇進し、朔方の西に鎮して匈奴・鮮卑の襲来に備える事となった。しばらくして開府儀同三司を加えられ、朔方侯に封じられた。
以降、梁平老は13年に渡って北方に鎮し、北土を大いに安定させた。鮮卑や匈奴は彼を大いに憚り、また敬愛したという。
372年11月、この世を去った。桓と諡された。

## 子
- 梁成 - 前秦に仕え、官位は衛将軍にまで至った。淝水の戦いの時、洛澗に駐屯していたが、東晋の将軍劉牢之と交戦中に戦死した。

## 評価
前涼の涼州牧張瓘が前秦からの使者である閻負・梁殊へ、秦にはどのような名臣・名将がいるかと問うた時、閻負らは才識明達にして法に厳格な人物として梁平老の名を挙げている。